# Boekwaarde
De boekwaarde is de waarde waartegen activa en passiva op de balans zijn opgenomen. 

## Waardering balansposten
Voor veel balansposten is de boekwaarde ook de werkelijke waarde. Bijvoorbeeld een banktegoed van 100 euro is ook daadwerkelijk dat bedrag waard. 
Bij een aantal bezittingen kan de boekwaarde afwijken van de werkelijke waarde. Dit kan het geval zijn bij onder meer vastgoed en aandelenpakketten. Vastgoed (gebouwen) kunnen bijvoorbeeld nagenoeg zijn afgeschreven, maar nog altijd een aanzienlijke waarde hebben. Aandelen kunnen tegen een lage (aanschaf)waarde in de boeken staan, maar op de beurs veel meer waard zijn. 
Indien bezittingen meer waard zijn dan de boekwaarde is sprake van een stille reserve, een bezit die niet op de balans tot uitdrukking komt.  Wordt de boekwaarde van een bezitting wel verhoogd, dan is sprake van een boekwinst.
Is een bezit minder waard dan is het goed koopmansgebruik (art. 384, BW2, voorzichtigheidsbeginsel), dat het bezit op de balans moeten worden gewaardeerd tegen de (lagere) marktwaarde. Een onderneming mag zich dus niet rijker rekenen dan zij is. Wordt de boekwaarde verlaagd, dan is sprake van een boekverlies. 

## Eigen vermogen
De boekwaarde als term wordt ook gebruikt als het verschil van de totale activa minus de totale schulden. Hier komt de boekwaarde overeen met het eigen vermogen van het bedrijf.
Beleggers vergelijken deze boekwaarde met de beurswaarde van een bedrijf om een ruwe inschatting te maken of een aandeel over- of ondergewaardeerd is. Voor deze berekening wordt de beurskoers gedeeld door de boekwaarde per aandeel, met de koers-boekwaardeverhouding als uitkomst.
Formule: Koers-boekwaarde = Beurswaarde / Boekwaarde